# Yrjö Väisälä
| Odkryte planetoidy: 128 | Odkryte planetoidy: 128 |
| ----------------------- | ----------------------- |
| (1391) Carelia          | 16 lutego 1936          |
| (1398) Donnera          | 26 sierpnia 1936        |
| (1405) Sibelius         | 12 września 1936        |
| (1406) Komppa           | 13 września 1936        |
| (1407) Lindelöf         | 21 listopada 1936       |
| (1421) Esperanto        | 18 marca 1936           |
| (1424) Sundmania        | 9 stycznia 1937         |
| (1446) Sillanpää        | 26 stycznia 1938        |
| (1447) Utra             | 26 stycznia 1938        |
| (1448) Lindbladia       | 16 lutego 1938          |
| (1449) Virtanen         | 20 lutego 1938          |
| (1450) Raimonda         | 20 lutego 1938          |
| (1451) Granö            | 22 lutego 1938          |
| (1453) Fennia           | 8 marca 1938            |
| (1454) Kalevala         | 16 lutego 1936          |
| (1460) Haltia           | 24 listopada 1937       |
| (1462) Zamenhof         | 6 lutego 1938           |
| (1463) Nordenmarkia     | 6 lutego 1938           |
| (1471) Tornio           | 16 września 1938        |
| (1472) Muonio           | 18 października 1938    |
| (1473) Ounas            | 22 października 1938    |
| (1477) Bonsdorffia      | 6 lutego 1938           |
| (1478) Vihuri           | 6 lutego 1938           |
| (1479) Inkeri           | 16 lutego 1938          |
| (1480) Aunus            | 18 lutego 1938          |
| (1483) Hakoila          | 24 lutego 1938          |
| (1488) Aura             | 15 grudnia 1938         |
| (1492) Oppolzer         | 23 marca 1938           |
| (1494) Savo             | 16 września 1938        |
| (1495) Helsinki         | 21 września 1938        |
| (1496) Turku            | 22 września 1938        |
| (1497) Tampere          | 22 września 1938        |
| (1498) Lahti            | 16 września 1938        |
| (1499) Pori             | 16 października 1938    |
| (1500) Jyväskylä        | 16 października 1938    |
| (1503) Kuopio           | 15 grudnia 1938         |
| (1518) Rovaniemi        | 15 października 1938    |
| (1519) Kajaani          | 15 października 1938    |
| (1520) Imatra           | 22 października 1938    |
| (1521) Seinäjoki        | 22 października 1938    |
| (1523) Pieksämäki       | 18 stycznia 1939        |
| (1524) Joensuu          | 18 września 1939        |
| (1525) Savonlinna       | 18 września 1939        |
| (1526) Mikkeli          | 7 października 1939     |
| (1527) Malmquista       | 18 października 1939    |
| (1529) Oterma           | 26 stycznia 1938        |
| (1530) Rantaseppä       | 16 września 1938        |
| (1532) Inari            | 16 września 1938        |
| (1533) Saimaa           | 19 stycznia 1939        |
| (1534) Näsi             | 20 stycznia 1939        |
| (1535) Päijänne         | 9 września 1939         |
| (1536) Pielinen         | 18 września 1939        |
| (1541) Estonia          | 12 lutego 1939          |
| (1542) Schalén          | 26 sierpnia 1941        |
| (1548) Palomaa          | 26 marca 1935           |
| (1549) Mikko            | 2 kwietnia 1937         |
| (1551) Argelander       | 24 lutego 1938          |
| (1552) Bessel           | 24 lutego 1938          |
| (1567) Alikoski         | 22 kwietnia 1941        |
| (1631) Kopff            | 11 października 1936    |
| (1646) Rosseland        | 19 stycznia 1939        |
| (1656) Suomi            | 11 marca 1942           |
| (1659) Punkaharju       | 28 grudnia 1940         |
| (1677) Tycho Brahe      | 6 września 1940         |
| (1678) Hveen            | 28 grudnia 1940         |
| (1696) Nurmela          | 18 marca 1939           |
| (1699) Honkasalo        | 26 sierpnia 1941        |
| (1723) Klemola          | 18 marca 1936           |
| (1740) Paavo Nurmi      | 18 października 1939    |
| (1757) Porvoo           | 17 marca 1939           |
| (1883) Rimito           | 4 grudnia 1942          |
| (1928) Summa            | 21 września 1938        |
| (1929) Kollaa           | 20 stycznia 1939        |
| (1947) Iso-Heikkilä     | 4 marca 1935            |
| (2020) Ukko             | 18 marca 1936           |
| (2067) Aksnes           | 23 lutego 1936          |
| (2091) Sampo            | 26 kwietnia 1941        |
| (2096) Väinö            | 18 października 1939    |
| (2194) Arpola           | 3 kwietnia 1940         |
| (2204) Lyyli            | 3 marca 1943            |
| (2243) Lönnrot          | 25 września 1941        |
| (2258) Viipuri          | 7 października 1939     |
| (2292) Seili            | 7 września 1942         |
| (2299) Hanko            | 25 września 1941        |
| (2333) Porthan          | 3 marca 1943            |
| (2379) Heiskanen        | 21 września 1941        |
| (2397) Lappajärvi       | 22 lutego 1938          |
| (2454) Olaus Magnus     | 21 września 1941        |
| (2464) Nordenskiöld     | 19 stycznia 1939        |
| (2479) Sodankylä        | 6 lutego 1942           |
| (2486) Metsähovi        | 22 marca 1939           |
| (2502) Nummela          | 3 marca 1943            |
| (2512) Tavastia         | 3 kwietnia 1940         |
| (2535) Hämeenlinna      | 17 lutego 1939          |
| (2638) Gadolin          | 19 września 1939        |
| (2639) Planman          | 9 kwietnia 1940         |
| (2678) Aavasaksa        | 24 lutego 1938          |
| (2679) Kittisvaara      | 7 października 1939     |
| (2690) Ristiina         | 24 lutego 1938          |
| (2715) Mielikki         | 22 października 1938    |
| (2716) Tuulikki         | 7 października 1939     |
| (2733) Hamina           | 22 lutego 1938          |
| (2737) Kotka            | 22 lutego 1938          |
| (2750) Loviisa          | 30 grudnia 1940         |
| (2802) Weisell          | 19 stycznia 1939        |
| (2820) Iisalmi          | 8 września 1942         |
| (2826) Ahti             | 18 października 1939    |
| (2885) Palva            | 7 października 1939     |
| (2898) Neuvo            | 20 lutego 1938          |
| (2962) Otto             | 28 grudnia 1940         |
| (2972) Niilo            | 7 października 1939     |
| (3037) Alku             | 17 stycznia 1944        |
| (3099) Hergenrother     | 3 kwietnia 1940         |
| (3166) Klondike         | 30 marca 1940           |
| (3212) Agricola         | 19 lutego 1938          |
| (3223) Forsius          | 7 września 1942         |
| (3272) Tillandz         | 24 lutego 1938          |
| (3281) Maupertuis       | 24 lutego 1938          |
| (3522) Becker           | 21 września 1941        |
| (3606) Pohjola          | 19 września 1939        |
| (3897) Louhi            | 8 września 1942         |
| (4181) Kivi             | 24 lutego 1938          |
| (4266) Waltari          | 28 grudnia 1940         |
| (4512) Sinuhe           | 20 stycznia 1939        |
| (5073) Junttura         | 3 marca 1943            |
| (5153) Gierasch         | 9 kwietnia 1940         |
| (6073) Tähtiseuraursa   | 18 października 1939    |
| (6572) Carson           | 22 września 1938        |

Yrjö Väisälä (czytaj [ˈyrjø ˈʋæisælæ]) (ur. 6 września 1891 w Kontiolahti, zm. 21 lipca 1971 w Rymättylä, obecne Naantali) – fiński geodeta, fizyk i astronom.

## Życiorys
Studiował astronomię na Uniwersytecie Helsińskim. W 1922 roku otrzymał tytuł doktorski. W 1925 został profesorem na Uniwersytecie w Turku, gdzie od 1927 przejął odpowiedzialność za astronomię. Od 1951 był członkiem Akademii Fińskiej.
Był renomowanym optykiem. Konstruował optykę korekcyjną do teleskopów Schmidta, wprowadził do geodezji interferometrię w celu standaryzacji pomiarów odległości. Jako geodeta wykorzystywał metodę triangulacji, race świetlne i światła do mierzenia odległości. Planował użycie balonów, rakiet i sztucznych satelitów do triangulacji międzykontynentalnej. Założył w latach 50. XX w. Obserwatorium Tuorla, które było położonym najbliżej bieguna północnego obserwatorium astronomicznym na świecie.
Odkrył w czasie swojej kariery naukowej 128 planetoid oraz 4 komety: 40P/Väisälä, 139P/Väisälä-Oterma, C/1942 EA (Väisälä) i C/1944 H1 (Väisälä).
W uznaniu zasług jego nazwiskiem nazwano jedną z planetoid – (1573) Väisälä oraz krater Väisälä na Księżycu.